# Sobralia virginalis
Sobralia virginalis là một loài thực vật có hoa trong họ Lan. Loài này được Peeters & Cogn. miêu tả khoa học đầu tiên năm 1899.